# Gutskapelle (Brandenstein)

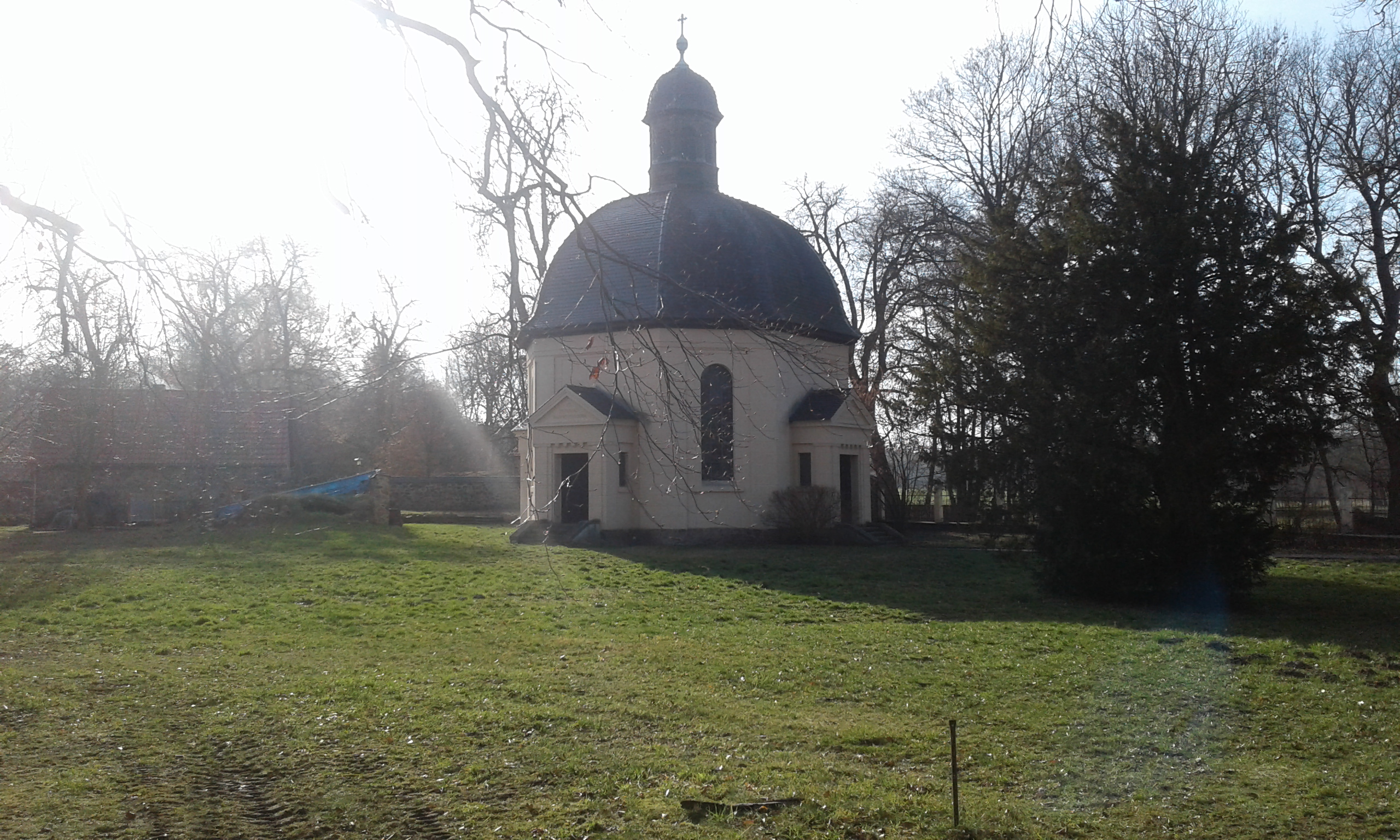
Kapelle des Ritterguts Brandenstein

Die Gutskapelle in Brandenstein ist eine Kapelle im Ortsteil Brandenstein der Ortschaft Krüssau der Stadt Möckern im Landkreis Jerichower Land in Sachsen-Anhalt. Im Denkmalverzeichnis für die Stadt Möckern ist die Kapelle unter der Erfassungsnummer 094 76145 als Baudenkmal eingetragen.

## Lage und Beschreibung
Die Gutskapelle befindet sich auf dem Gelände des Ritterguts Brandenstein.
Die Kuppel der Kapelle ist eine hölzerne Laterne mit einem Kupferkreuz. Der Innenraum ist mit Elementen des Jugendstils ausgestattet. Altar und Kanzel, aus Eichenholz gefertigt, stehen auf einem niedrigen Podest und werden von einem Geländer umrahmt. In den Fenstern rechts und links des Haupteingangs befinden sich Glasmalereien, sie zeigen die Wappen der Patronatsfamilien, d. h. von Hans von Arnim und dessen Ehefrau Anna geb. von Wietersheim. Die Kapelle umfasst mehr als 100 Sitzplätze. Die Glocke in der Kapelle befand sich ursprünglich in der Dorfkirche Sankt Andreas und stammt aus dem Jahr 1480. Nach dem Bau der Kapelle wurde sie von der Dorfkirche übernommen. Hinter der Kapelle befand sich der Familienfriedhof der Familie von Arnim, der seit deren Rückkehr auch wieder genutzt wird.

## Geschichte
Die Gutskapelle in Brandenstein wurde 1911 erbaut. An ihrer Stelle stand vorher ein Gutshaus, das 1806 ausbrannte. Die Einweihung der Kapelle fand 1911 in Anwesenheit der Patronatsfamilie von Arnim, der Bevölkerung von Brandenstein, einiger Würdenträger und der Geistlichen aus den Nachbarorten statt. Die Einweihung wurde vom General-Superintendenten Stolte durchgeführt.
Erst am 30. April 1992 wurde die Gemeinde der Gutskapelle Brandenstein im Pfarrbereich Krüssau als eine selbstständige Kirchengemeinde anerkannt.